# Jiří Krejčí (malíř)
Jiří Krejčí, křtěný Jiří František (1. prosince 1899 Královské Vinohrady – 8. června 1977 Chřibská), byl český malíř, grafik, ilustrátor typograf a spisovatel.

## Život
Jiří Krejčí se narodil na Královských Vinohradech v rodině žurnalisty a spisovatele Františka Krejčího a jeho ženy Zdeňky rodem Vostárkové z České Třebové. Zde také absolvoval základního vzdělání, poté pokračoval na reálném gymnáziu, kde ve školním roce 1917-18 odmaturoval. V dalším studiu pokračoval na pražské Umělecko-průmyslové škole, kde absolvoval pouze školní rok 1918-19 a následně se nechal zapsat k řádnému studiu na tamější malířskou akademii, kde se školil v letech 1919–1925. Zde navštěvoval ve školním roce 1919/20 I. ročník Všeobecné školy (tzv. přípravka) pravděpodobně u prof. Loukoty, 1920/21 II. ročník Všeobecné školy (tzv. přípravka) u prof. Bukovace, 1921/22 III. ročník Všeobecné školy (tzv. přípravka) u prof. Obrovského a 1922/25 speciální škola u prof. M. Švabinského. Následně absolvoval dvouměsíční studijní pobyt v Paříži.
V mládí často a rád zajížděl do České Třebové za svým dědečkem, v pozdějších letech zde i maloval. Důkazem toho jsou jeho obrazy s českotřebovskou tematikou. Ve 20. letech se ve svých malířských počátcích věnoval sociální tematice, počátkem 30. let ale začal hledat svůj vlastní výtvarný výraz.
Dcera Jiřího Krejčího Hedvika, se vydala v otcových šlépějích, vystudovala SUPŠ a AVU v Praze u prof. A. Paderlíka a jeden rok se vzdělávala v Paříži.
Jiří Krejčí zemřel 8. června 1977 v Chřibské.
Krejčí nebyl jen malířem, ale také sochařem (byl autorem řady drobných plastik) a výtvarným kritikem, napsal rovněž menší monografie o Václavu Špálovi (1947) a Josefu Mánesovi (1949) a knihu Hovory o obrazech (1948).
Byl členem Skupiny výtvarných umělců v Brně a SVU Mánes. Byl velkým milovníkem přírody, ale i městských témat. Jeho díla jsou zastoupena v NG Praha, GMU Roudnice nad Labem a dalších veřejných a soukromých sbírkách ČR.
Jakožto žák prof. Švabinského na pražské AVU se stal generačním druhem Jana Baucha, Vojtěcha Tittelbacha, Cyrila Boudy, Miloslava Holého a Vladimíra Sychry, s nimiž jej spojovaly mnohé výtvarné názory.